# Stara Wieś (Przeuszyn)
Stara Wieś – część wsi Przeuszyn w Polsce, położona w województwie świętokrzyskim, w powiecie ostrowieckim, w gminie Ćmielów.
W latach 1975–1998 Stara Wieś należała administracyjnie do województwa tarnobrzeskiego.